# Басистый, Николай Ефремович
Никола́й Ефре́мович Баси́стый (10 [22] мая 1898, Юрьевка, Херсонская губерния — 20 октября 1971, Москва) — советский военно-морской деятель, адмирал (11.05.1949).

## Биография
Басистый Николай Ефремович родился 10 (22) мая 1898 года в селе Юрьевка Елисаветградского уезда Херсонской губернии.
Военную службу начал в 1914 году. В 1915 году окончил школу юнг в Севастополе, в 1916 году — минную школу учебного отряда Черноморского флота. Во время Первой мировой войны служил минно-машинным унтер-офицером на эсминце «Жаркий» и миноносце «Сулин», был награждён Георгиевской медалью за отличные действия при минных постановках у пролива Босфор.
На службе в РККФ с 1918 года. Участник гражданской войны. На эсминце «Жаркий» участвовал в подавлении восстания гайдамаков в Одессе, на канонерской лодке «Красное знамя» в составе Волжской военной флотилии в районе Царицына воевал против войск генералов А. И. Деникина и П. Н. Краснова. Проходя службу на Каспийской военной флотилии участвовал в подавлении антибольшевистского восстания в Астрахани.
С августа 1922 по октябрь 1926 года состоял на административной службе в ВМФ: лектор, инструктор и ответственный организатор Николаевской морской базы (08.1922-10.1923), помощник комиссара Управления по обеспечению безопасности кораблевождения (УБЕКО) Чёрного и Азовского морей (10.1923-01.1924), ответственный организатор (01-05.1924), комиссар (05.1924-10.1926) и начальник Машинной школы (10.1925-10.1926) УО МСЧМ, дублер командира эсминца «Энгельс».
Окончил Военно-морскую академию в 1931 году, с марта 1931 по апрель 1932 года — адъюнкт кафедры оперативного искусства ВМА.
С апреля 1932 по март 1934 года Н. Е. Басистый проходил службу в должности начальника штаба бригады заграждения и траления, с марта 1934 по октябрь 1936 года — в должности начальника отдела боевой подготовки штаба Тихоокеанского флота.
С апреля 1937 по июль 1938 года во время Гражданской войны в Испании был советником командующего республиканским флотом, за участие в войне награждён орденом Красного Знамени.
До командировки в Испанию окончил неполный курс Академии Генерального штаба РККА, где учился на ставшем позднее знаменитым «маршальском курсе» (на нём учились 4 будущих Маршалов Советского Союза, 6 генералов армии, 8 генерал-полковников, 1 адмирал). 
С июля 1938 по октябрь 1939 года проходил службу на должности начальника оперативного отдела штаба Черноморского флота.
В октябре 1939 года Н. Е. Басистый был назначен на должность командира крейсера «Червона Украина». В Великую Отечественную войну вступил в той же должности. В первые месяцы войны крейсер под его командованием участвовал в обороне Одессы и в обороне Севастополя. Через 8 дней после сдачи Басистым командования крейсером он был потоплен в Севастополе немецкой авиацией.
Командир Отряда лёгких сил Черноморского флота с ноября 1941 по июль 1942 года. При проведении Керченско-Феодосийской десантной операции являлся командиром высадки десанта.
С июля 1942 по март 1943 года — командир бригады крейсеров Черноморского флота. Участник обороны Новороссийска.
В апреле-мае 1943 года временно исполнял обязанности начальника штаба Черноморского флота.
С мая 1943 по сентябрь 1944 года — командующий эскадрой Черноморского флота.
С ноября 1944 по ноябрь 1948 года — начальник штаба Черноморского флота. При этом с января по апрель 1945 года временно исполнял обязанности командующего Черноморским флотом.
С ноября 1948 по август 1951 года командующий Черноморским флотом.
С августа 1951 по апрель 1953 года — первый заместитель Военно-морского министра СССР. С апреля 1953 по ноябрь 1956 года — первый заместитель главнокомандующего ВМФ, с ноября 1956 по июнь 1958 года — заместитель главнокомандующего ВМФ по военно-научной работе.
С июня 1958 по сентябрь 1960 года — советник Группы генеральных инспекторов Министерства обороны СССР.
В 1952—1956 годах — кандидат в члены ЦК КПСС. Депутат Верховного Совета СССР 3-го и 4-го созывов.
С сентября 1960 года в отставке. Скончался 20 октября 1971 года. Похоронен в Москве на Новодевичьем кладбище (8 уч. 2 ряд).

## Награды
Награды Российской империи
- Георгиевская медаль[2]

Награды СССР
- Два ордена Ленина (3.04.1942[2], 30.04.1945[9])
- Четыре ордена Красного Знамени (3.11.1937[2][10], 3.11.1944[11], 21.07.1945[12], 1948[2])
- Орден Ушакова II степени (2.07.1944)[13][14]
- Орден Кутузова II степени (24.02.1945)[15]
- Медаль «За отвагу» (14.11.1938)[16]
- Медаль «За оборону Одессы» (1942)[10]
- Медаль «За оборону Севастополя» (1942)[10]
- Медаль «За оборону Кавказа»[17]
- Медаль «За победу над Германией в Великой Отечественной войне 1941—1945 гг.»
- Медаль «Двадцать лет победы в Великой Отечественной войне 1941—1945 гг.»
- Медаль «XX лет Рабоче-Крестьянской Красной Армии»[17]
- Медаль «30 лет Советской Армии и Флота»
- Медаль «40 лет Вооружённых Сил СССР»
- Медаль «50 лет Вооружённых Сил СССР»

Иностранные награды
- Военно-морской Крест (США, 1943)[18]

## Сочинения
- Басистый Н. Е. В боях с белогвардейцами и интервентами на Волге (1918—1919 гг.) // Морской сборник. — 1968. — № 2. — С. 25-31;
- Басистый Н. Е. Море и берег. — М.: Воениздат, 1970;
- Басистый Н. Е. Незабываемое бывает // Москва. — 1970. — № 5. — С. 171—172.